# Android Ice Cream Sandwich
Android Ice Cream Sandwich este a patra versiune majoră a sistemului de operare Android dezvoltat de Google. Dezvăluit pe 19 octombrie 2011, Android Ice Cream Sandwich se bazează pe modificările semnificative aduse de lansarea Android Honeycomb doar pentru tablete, într-un efort de a crea o platformă unificată atât pentru smartphone-uri, cât și pentru tablete. Primul telefon cu Android Ice Cream Sandwich a fost Samsung Galaxy Nexus.
Android 4.0 s-a concentrat pe simplificarea și modernizarea experienței generale Android. Ca parte a acestor eforturi, a introdus un nou aspect vizual cu numele de cod „Holo”, care este construit în jurul unui design mai curat, minimalist și a unui nou tip de caractere implicit numit Roboto. De asemenea, a introdus o serie de alte funcții noi, inclusiv un ecran de pornire reîmprospătat, suport pentru comunicare în câmp apropiat (NFC) și capacitatea de a „transmite” conținut către un alt utilizator, un browser actualizat, un nou manager de contacte cu rețele sociale, integrarea în rețea, capacitatea de a accesa camera și de a controla redarea muzicii de pe ecranul de blocare, suport vizual pentru mesageria vocală, recunoaștere facială pentru deblocarea dispozitivului ("Face Unlock"), capacitatea de a monitoriza și limita utilizarea datelor mobile și alte îmbunătățiri interne.
Android 4.0 a primit recenzii pozitive din partea criticilor, care au lăudat aspectul mai curat și reînnoit al sistemului de operare în comparație cu versiunile anterioare, împreună cu performanța și funcționalitatea îmbunătățite. Cu toate acestea, criticii încă au considerat că unele dintre aplicațiile încă nu aveau calitate și funcționalitate în comparație cu echivalentele performance sistemului și considerau unele dintre noile caracteristici ale sistemului de operare, în special funcția „deblocare facială”, ca fiind trucuri.